# Демон революции
«Де́мон револю́ции», «Мемора́ндум Па́рвуса» и «Ленин. Неизбежность» / The Lenin Factor — российский многосерийный телефильм режиссёра Владимира Хотиненко, демонстрировавшийся в формах:
- 6-серийный телевизионный художественный фильм «Демон революции»;
- 8-серийный телевизионный художественный фильм «Меморандум Парвуса»;
- полнометражный художественный фильм «Ленин. Неизбежность» / The Lenin Factor.

По мнению самого Владимира Хотиненко:

«Ленин. Неизбежность», «Демон революции» и «Меморандум Парвуса» — это три разных фильма, я сейчас имею редчайшую возможность продемонстрировать триптих.

Премьера продюсерской версии сериала (под названием «Демон революции») состоялась на телеканале «Россия-1» 5 ноября 2017 года к столетию Октябрьской революции. С 15 по 25 января 2018 года на телеканале «Культура» состоялся показ авторской 8-серийной версии сериала «Меморандум Парвуса». 31 октября 2019 года в прокат вышла двухчасовая киноверсия под названием «Ленин. Неизбежность» (в зарубежном прокате — «The Lenin Factor»).

## Сюжет
«Меморандум Парвуса» и «Демон революции»:
В начале фильма утверждается, что сюжет «основан на мемуарах офицера царской контрразведки Алексея Мезенцева». Мезенцев является главным героем, и всё действие фильма сопровождается комментариями от его лица.
События разворачиваются в 1915—1917 годах. Сбежавший в Германию от российской ссылки теоретик марксизма и публицист Александр Парвус в период Первой мировой войны успешно проводит переговоры с министром иностранных дел Германской империи Готлибом фон Яговом. По результатам переговоров немецкое правительство выделяет лично Парвусу деньги на организацию революции в воюющей Российской империи. На полученные средства Парвус финансирует и подогревает протестные выступления народных масс в Петербурге, которые приводят к отречению от власти императора Николая II и свержению монархии в Российской империи. Затем Парвус организует возвращение в Россию из эмиграции лидера большевиков Владимира Ленина с группой его соратников.
Действиям Парвуса пытаются противостоять начальник российской контрразведки князь Василий Туркестанов и офицер контрразведки Алексей Мезенцев.
«Ленин. Неизбежность»/«The Lenin Factor»:
1917 год. Уже почти три года идет Первая мировая война. Владимир Ленин долгое время находится в эмиграции и недавно переехал в Цюрих.
Посвятивший всю свою жизнь подготовке революции, Ленин упустил её начало и теперь ищет любую возможность вернуться в Россию, чтобы взять ситуацию в свои руки. Вариантов немного, и в конце концов остается пересечь территорию воюющей с Россией Германии на поезде.

## Актёры
- Евгений Миронов — Владимир Ленин
- Фёдор Бондарчук — Александр Парвус
- Максим Матвеев — Алексей Николаевич Мезенцев, агент императорской контрразведки
- Дарья Екамасова — Надежда Крупская
- Виктория Исакова — Инесса Арманд
- Паулина Андреева — Софья Руднева
- Александр Балуев — князь Василий Туркестанов, начальник контрразведки, полковник жандармерии
- Данил Лавренов — Карл Радек
- Георгий Фетисов — Григорий Зиновьев
- Дмитрий Лысенков — Якуб Ганецкий
- Алексей Колган — Мечислав Юльевич Козловский
- Дмитрий Ульянов — Леонид Красин
- Феликс Шультесс — Артур Циммерман
- Юрий Уткин — Александр Кескюла
- Юрий Маслак — Фридрих Платтен, швейцарский коммунист, друг Ленина
- Алексей Миронов — Готтлиб фон Ягов
- Антон Марданов — Давид Сулиашвили
- Артём Курганский — Григорий Сокольников
- Юрий Миронцев — Сергей Фёдоров, лейб-хирург императорской семьи
- Иван Куколев — Власа Мгеладзе
- Андрей Малов-Гра — барон Арвед фон дер Планиц, ротмистр саксонской гвардии
- Филипп Рейнхарт — Вильгельм Бюниг, чиновник германского Генштаба
- Андрей Анненский — чиновник германского МИДа
- Даниил Воробьёв — Николай II
- Владимир Зайцев — Николай Христианович Лунц, адвокат
- Иван Ахади — Василий Захарофф
- Дмитрий Гусев — Василий Шульгин, депутат Госдумы
- Александр Мичков — Тристан Тцара, руководитель дадистов в Цюрихе
- Мириам Сехон — Роза Люксембург, немецкая революционерка, бывшая любовница Парвуса (в авторской версии)
- Сергей Громов — Григорий Усиевич, большевик, один из пассажиров «пломбированного вагона»
- Сергей Мазин — Михаил Цхакая, большевик, один из пассажиров «пломбированного вагона»
- Дмитрий Богдан — Томский, агент контрразведки
- Павел Чинарёв — матрос, освободивший Мезенцева из тюрьмы

## Историческая достоверность
Основная сюжетная линия не подтверждена никакими серьёзными историческими источниками, то есть представляет собой художественный вымысел. Центральная идея носит ярко выраженный конспирологический характер.
Режиссёр Владимир Хотиненко в одном из интервью выразил свою приверженность конспирологическому мышлению:

А что касается инструкций, ничего выдумывать не нужно. В Сети существует «Меморандум Парвуса», он же «Меморандум доктора Гельфанда», излагающий рабочий план совершения переворота: от организации пропаганды до расчленения России — отделения Финляндии, Украины, Кавказа и Сибири. Нетрудно заметить, что он осуществляется по сей день, а значит, революция продолжается. Это документ поразительной силы. Самое забавное, что, судя по тексту, и сто лет назад судьбой Украины занимались грузины.

По словам режиссёра, «сюжет строится на событиях либо малоизвестных, либо тех, которых историки не касались вообще», но он не указал никаких конкретных фактов. По утверждению продюсера Александра Роднянского, «вся канва событий соответствует историческим фактам, а вот её наполнение — то есть непосредственно поведение персонажей, их разговоры, взаимоотношения — это уже художественный вымысел». Так, для создания лирической линии (по словам режиссёра, «Парвус был любвеобильным мужчиной») был создан любовный треугольник из персонажей — «собирательных образов» — молодой революционерки Софьи Рудневой и офицера контрразведки Алексея Мезенцева.
В центре сюжета — пломбированный вагон и вопрос о финансировании большевиков Германией.
Название фильма отсылает к так называемому «Меморандуму Парвуса», или «Меморандуму доктора Гельфанда», который был обнаружен и опубликован в 1964 году британским историком Збинеком Земаном. По словам продюсера, идея создания фильма «о роли немецких денег в октябрьском перевороте» родилась у генерального директора телеканала «Россия» Антона Златопольского десятью годами ранее. По словам продюсера, первый вариант сценария был написан в 2009 году Эдуардом Володарским, но потом много раз изменялся (Володарский умер в 2012 году).
При этом тема немецких денег уже поднималась режиссёром Хотиненко в 2005 году в фильме «Гибель империи», и «это своеобразное продолжение „Гибели империи“».
Встречу Парвуса с Лениным в Цюрихе режиссёр взял из романа Александра Солженицына «Красное колесо» — по словам режиссёра, хотя «история эта выдумана, но Парвус там изображён весьма достоверно».

Непросто выскочить из памятника и сделать живого Ленина. А просто — это если делать из Ленина пародию. Или заявлять: Ленин мерзавец, подлец, говнюк. Но дело в том, что тогда кино будет не про Ленина. А реальный Ленин — это тяжело. Он же не бегал и не стрелял, как Сталин в юности, когда был бандитом. Ленин тихо сидел в библиотеке и читал книжки.
— Владимир Хотиненко

## Критика
Сериал подвергся критике со стороны историков, специализирующихся по этому периоду. Их часто рассматривают вместе с телесериалом «Троцкий». По поводу «демона революции» звучат такие отзывы:

«…Ленин встречается с Парвусом в опере, где слушает Вагнера и плачет. Наклоняясь к Парвусу, он произносит известную фразу о „нечеловеческой музыке, слушая которую хочется гладить по головкам“. Хотя каждому советскому школьнику было известно, что эту фразу, приписываемую Горьким Ленину, последний произнёс о музыке Бетховена».

«В реальности Ленин не хотел иметь никаких дел с Парвусом. И этот проезд через территорию Германии в пломбированном вагоне был организован уже без участия „купца революции“, что бы там ни выдумывали конспирологи. Пытался ли Парвус использовать всю эту ситуацию для личного обогащения или нет — его мотивы нам до конца неизвестны».

«Во время войны он решил сыграть на межимпериалистических противоречиях. Мне кажется, значительная часть средств, которые выделялись, они оседали в его карманах, за счёт чего он финансировал свой Институт изучения мировой войны и её последствий, издавал свою газету „Колокол“, помогал отчасти материально эмигрантам. Насколько какие-то деньги от него шли к Ленину и к большевикам — это не доказано»

В целом кинокритики положительно приняли сериал, особенно отметив игру актёров:

«Демон революции» — редкий отечественный сериал, в центре которого политическая интрига и характеры людей, эту интригу плетущих. Грустящие о том, что у нас никогда не снимут «Карточный домик», могут хотя бы отчасти утешиться: «Демон революции» явно смотрит в ту же сторону, что и история про Фрэнка Андервуда, с поправкой на то, что это федеральный, общедоступный канал и события вековой давности".

«Роль Ленина удалась Евгению Миронову блестяще. Иногда он кажется персонажем из анекдотов, порой — героем большевистской плакатной агитки; умный взгляд с прищуром, руки за лацканом пиджака… во всех случаях веришь актёру — безоговорочно. Авторам хватает юмора даже обыграть историю о том, как и почему на голове Ленина появилась кепка».

«Ленин в исполнении Миронова в „Демоне революции“ другой — совершенно неожиданный и нетривиальный (моет посуду в университетской столовой, где обитают революционеры; шутит, используя религиозные термины; чувствует спиной конкурентов и нутром — агентов охранки). Он вызывает отклик, и дело не только в мастерстве актёра. Сценаристам „Демона“ (Надежда Воробьёва и Кирилл Журенков) доверяешь больше, поскольку „их Ленин“ честнее: Ленин — политическое животное, игрок, у него мощное чутьё, инстинкт».

## Релиз
Согласно «Mediascope», старт сериала на канале «Россия-1» 5 ноября 2017 года оказался успешным, его рейтинг составил 4,8 %, а доля — 15,6 %. Таким образом, «Демон революции» стал самым популярным сериалом в эфире российского телевидения на неделе с 30 октября по 5 ноября 2017 года и выиграл премьерный показатель у стартовавшего на следующий, также выходной день на Первом канале «Троцкого» на ту же тему: при рейтинге 4,9 % доля последнего составила 14,8 %. Однако уже 6 ноября 2017 года сериал с первого места в топ-10 сериалов переместился на седьмое (рейтинг — 3,6 %, доля — 9,7 %).

## Награды
Триптих «Демон революции», «Меморандум Парвуса» и «Ленин. Неизбежность» (The Lenin Factor) получил ряд российских и международных наград:
- 2018 — Приз в категории «Лучшая мужская роль второго плана» фестиваля «Утро Родины» (Максим Матвеев)
- 2019 — Приз в категории «Лучший сценарий» Третьего международного кинофестиваля имени Вячеслава Тихонова «Семнадцать мгновений» (Кирилл Журенков, Надежда Воробьёва, Ануш Варданян, Эдуард Володарский, Владимир Хотиненко, Марина Денисевич)
- 2019 — Четыре приза на IV Сочинском международном кинофестивале: «Лучшая режиссёрская работа» (Владимир Хотиненко), «Лучшая мужская роль» (Фёдор Бондарчук), «Лучший художник по костюмам» (Регина Хомская), «Лучший художник-постановщик» (Сергей Иванов)
- 2020 — Два приза на VIII Международном фестивале русского кино в Марбелье: «Лучший сценарий» и «Лучший актёр» (Евгений Миронов)
- 2020 — Три приза на The Ramsgate International Film & TV Festival-2020 (Великобритания): "Лучший фильм", "Лучшая режиссерская работа" (Владимир Хотиненко), "Лучший актер" (Евгений Миронов)

## Дополнительные сведения
- Фильм снимался в 8-серийной версии под названием «Меморандум Парвуса». Однако продюсеры фильма урезали фильм до 6-серийной версии (3 фильма по 90 минут), сократив многие сюжетные линии и дав ему исторически несоответствующее название «Демон революции». Известно, что прозвище «Демон Революции» прочно закрепилось за Львом Троцким, однако его в фильме нет, но он неоднократно упоминается в разговорах героев фильма. Это вызвало конфликт с режиссером, который собирался снять свою фамилию с титров. В результате переговоров полная авторская версия фильма «Меморандум Парвуса» была показана на канале «Россия-Культура». Позднее, после получения дополнительного финансирования[14], был создан киновариант — «Ленин. Неизбежность».
- Не вошедшие в фильм «Демон революции» 7-я и 8-я серии авторской версии «Меморандум Парвуса» были представлены на фестивале «Лучезарный ангел» в ноябре 2018 года. На основе этих серий, практически полностью вошедших в монтаж, был смонтирован фильм «Ленин. Неизбежность» — история поезда, который привез Ленина в Россию.
- По словам режиссёра, фильм его интересует как продолжение «Бесов» Достоевского, которые он не так давно экранизировал.
- Съёмки велись в Москве и Будапеште, изображавшем и Цюрих, и Берлин. О завершении съёмочного процесса и начале монтажа фильма режиссёр сообщил на кинофестивале «Кинотавр» в Сочи.
- Евгений Миронов, вручавший награды на премии «Золотая маска» в апреле 2017 года, был в кепке (но не в «ленинской» кепи, а в бейсболке), «потому что снимается в роли Ленина», и точно цитировал Ленина, сказав, что «хочется гладить людей по головкам, а их по головкам надо бить»[15].